# John Hume
John Hume   (Derry, 18 de gener de 1937 - Derry, 3 d'agost de 2020) fou un polític nord-irlandès, guardonat amb el Premi Nobel de la Pau l'any 1998.
Durant anys va ser membre del parlament britànic pel districte electoral de Foyle, així com membre de l'Assemblea d'Irlanda del Nord. És una de les figures més importants de la història política moderna d'Irlanda del Nord i un dels arquitectes del procés de la pau. És l'única persona en la història que ha guanyat les tres concessions més grans de la pau del món, el Premi Nobel de la Pau l'any 1998, el Premi Gandhi per la Pau el 2001 i el Premi Martin Luther King.

## Biografia
Va néixer el 18 de gener de 1937 a la ciutat irlandesa de Derry, també coneguda com a Doire i Londonderry, entrà al seminari per tal d'esdevenir religiós. Estudià Al St. Columb's College i al St. Patrick's College, Maynooth, el principal seminari catòlic d'Irlanda, i col·legi de la Universitat Nacional d'Irlanda, Sense acabar d'ordenar-se, però, acabà els estudis amb un grau M.A. i retornà a la seva ciutat natal on fou professor.
Fou un dels fundadors de la Cooperativa de Crèdit de Derry, membre del comitè per a una Universitat a Derry, i més tard del Derry Citizens' Action Committe, una de les campanyes del moviments dels drets civils a Irlanda del Nord en els últims anys de la dècada dels anys 60, de caràcter local i més moderat que la més estesa i popular Associació per als Drets Civils d'Irlanda del Nord (Northern Ireland Civil Rights Association, NICRA). Fou també president de la Irish League of Credit Unions de 1964 a 1968.

## Carrera política
Gràcies a la seva campanya en favor dels drets civils, Hume fou escollit membre del Parlament d'Irlanda del Nord el 1969 com a Nacionalista Independent, junt amb altres polítics com Paddy O'Hanlon o Ivan Cooper. Participà en la formació del Partit Socialdemòcrata i Laborista (SDLP) l'agost de 1970, que apliegaria l'electorat nacionalista moderat i de classe mitjana a Irlanda del Nord, en oposició al Sinn Féin, de caràcter republicà, amb més suport entre la classe treballadora, que donava suport a la campanya armada de l'IRA Provisional.
Arribà a ser Ministre de Comerç durant el breu govern de 1974. Posteriorment fou escollit parlamentari al Parlament de Westminster el 1983.
El 1971 va realitzar una vaga de fam de 48 hores en protesta de l'internament de centenars d'irlandesos republicans sospitosos de prendre part en la lluita violenta contra el govern britànic.
Impulsor i cofundador del Partit Socialdemòcrata i Laborista (SDLP), fou escollit líder del partit el 1979 en substitució de Gerry Fitt. Implicat en les "negociacions secretes" entre el govern i el Sinn Féin, va aconseguir portar a la taula de negociacions d'un dels principals partits nacionalista irlandès. Hume fou un dels impulsros i firmants l'acord "Anglo-irlandès de 1985", que fou rebutjat per ambdues parts: els republicans i nacionalistes irlandesos per poc ambiciós i els unionistes "per haver dut l'assumpte d'amagat de la població". No obstant això, Hume seguí negociant amb el Sinn Féin. L'anomenat "Procés Hume-Adams" és vist per alguns com l'origen de les converses i acords que durien a les negociacions polítiques que acabarien amb l'alto al foc de 1994 per part de l'IRA, i els acords de Divendres Sant l'any 1998. Les converses s'inicaren el 1986 per mediació del sacerdot Alec Reid, i no transcendiren al públic fins al 1993. L'actuació de Hume fou criticada amb contundència pels governs britànics i irlandès, polítics unionistes i per al majoria dels mitjans, per trencar l'estratègia d'aïllament contra el Sinn Féin, però foren aquestes converses les que permeteren obrir el procés de negociació i de pacificació.
Hume fou un dels artífexs dels principals acords que intentaren trobar una solució al conflicte polític d'Irlanda del Nord: L'acord de Sunningdale de 1973, preveia un repartiment de poder fracassà per l'oposició unionista, i era també rebutjat pels republicans, que reclamaven una retirada britànica; l'acord Anglo-Irlandès de 1985, preveia un paper del govern irlandès com a assessor en el govern nord-irlandès, fet que suposà l'oposició dels unionistes a l'acord; mantenint però la sobirania i presència britànica, fet que suposà l'oposició dels republicans i de l'IRA i el Sinn Fein, i finalment també resultà fallit com a intent d'acabar amb el conflicte armat i polític; i finalment l'acord e Belfast o Acord de Divendres Sant, que sí que suposà la fi dels anomenats 'troubles', finalitzant la campanya armada de l'IRA Provisional. i amb l'entrada del Sinn Fein al govern i les institucions nord-irlandeses, si bé la presència britànica i l'enfrontament entre comunitats nacionalista i unionista segueix present a la vida d'Irlanda del Nord encara en les primeres dècades del segle XXI.
AL llarg de la seva carrera política John Hume fou Diputat al Parlament i a l'Assemblea d'Irlanda del Nord, en diferents periodes des de 1969 fins a l'any 2000; Diputat al Parlament Britànic, per al circumscripció de Foyle, de 1983 a 2005; i Diputat al Parlament Europeu des de 1979 fins a 2003.
Després de l'acord, el SDLP fou la segona força en les eleccions a l'Assemblea del Nord d'Irlanda a Stormont, rere el UUP de David Trimble, però Hume no participà en el govern de poder compartit, cedint el lloc a Seamus Mallon.
L'etapa normalització política encetada fou paradoxalment el començament del declivi del SDLP de John Hume com a força majoritària entre els nacionalistes a Irlanda del Nord, paper que fou ocupat pel Sinn Fein de Gerry Adams, de manera cada vegada més majoritària, igual com el DUP de Ian Paisley esdevindria el principal partit Unionista per sobre l'UUP. Hume abandonà el lideratge del SDLP el 2001, essent succeït per Mark Durkan.

## Premi Nobel de la Pau
Gràcies als seus esforços per a trobar una solució pacífica al conflicte irlandès mitjançant els "acords Angloirlandesos", el "Procés Hume-Adams" i els "Acords de Divendres Sant", John Hume fou recompensat el 1998 amb el Premi Nobel de la Pau per part del Comitè Nobel Noruec del Parlament Noruec al costat del líder unionista de l'Ulster, David Trimble. Un premi elogiat fins i tot pels seus detractors i adversaris polítics, com el reverend Ian Paisley.

## Retir
El 4 de febrer de 2004, John Hume va anunciar el seu retir total de la política, deixant Mark Durkan com a líder i successor de l'SDLP. Hume i la seva esposa, però, van continuar sent actius per promoure la integració europea, i en accions contra la pobresa global, realitzant xerrades públiques.
John Hume morí el 3 d'agost de 2020 a Derry, als 83 anys. Els darrers anys havia estat ingressat en un asil amb símptomes de demència. A la seva figura fou lloada per polítics de tots els principals partits irlandesos i britànics.